# Francesco Simonazzi
Francesco Simonazzi (Régio da Emília, 8 de março de 2004) é um automobilista italiano.

## Carreira

### Eurofórmula Open
Em 2021, Simonazzi liderou o retorno da BVM Racing para a Eurofórmula Open, correndo nas duas últimas rodadas em Monza and Barcelona. Ele retornou à categoria com a BVM nas temporadas de 2022, 2023 e 2024.

### Fórmula 3
Simonazzi foi anunciado para correr no Campeonato de Fórmula 3 da FIA de 2023 com a equipe Rodin Carlin nas duas últimas rodadas, substituindo Max Esterson, que retornou ao Campeonato GB3.